# Saison 7 de Malcolm
Chronologie
Saison 6 de Malcolm
Cet article présente le guide des épisodes de la septième et dernière saison de la série télévisée Malcolm.

## Distribution

### Acteurs principaux
- Frankie Muniz (VF : Brice Ournac) : Malcolm
- Jane Kaczmarek (VF : Marion Game) : Loïs
- Bryan Cranston (VF : Jean-Louis Faure) : Hal
- Christopher Kennedy Masterson (VF : Cédric Dumond) : Francis (épisodes 7, 12, 15 et 22)
- Justin Berfield (VF :  Donald Reignoux) : Reese
- Erik Per Sullivan (VF : Yann Peyroux) : Dewey
- James Rodriguez et Lukas Rodriguez : Jamie

## Épisodes

### Épisode 1:Allumer le feu!
- États-Unis : 30 septembre 2005 sur FOX
- France : 16 mars 2006 sur M6

- États-Unis : 3,5 millions de téléspectateurs
- France : 3,3 millions de téléspectateurs

- Rosanna Arquette (Anita)

Christopher Masterson est absent de l'épisode.

### Épisode 2:Assurance tous risques
- États-Unis : 7 octobre 2005 sur FOX
- France : 17 mars 2006 sur M6

- États-Unis : 3,1 millions de téléspectateurs
- France : 2,5 millions de téléspectateurs

### Épisode 3:Vices cachés
- États-Unis : 21 octobre 2005 sur FOX
- France : 17 mars 2006 sur M6

- États-Unis : 3,8 millions de téléspectateurs
- France : 2,9 millions de téléspectateurs

### Épisode 4:La Maison de l'horreur
- États-Unis : 28 octobre 2005 sur FOX
- France : 28 août 2006 sur M6

- États-Unis : 3,4 millions de téléspectateurs
- France : 3 millions de téléspectateurs

### Épisode 5:L'Invasion de l'abeille tueuse
- États-Unis : 4 novembre 2005 sur FOX
- France : 30 août 2006 sur M6

- États-Unis : 3,7 millions de téléspectateurs
- France : 2,3 millions de téléspectateurs

- Hayden Panettiere (Jessica)

### Épisode 6:La Guerre des nerfs
- États-Unis : 11 novembre 2005 sur FOX
- France : 31 août 2006 sur M6

- États-Unis : 3,5 millions de téléspectateurs
- France : 2,7 millions de téléspectateurs

- Hayden Panettiere (Jessica)

### Épisode 7:Le Côté obscur
- États-Unis : 18 novembre 2005 sur FOX
- France : 31 août 2006 sur M6

- États-Unis : 3,2 millions de téléspectateurs
- France : 2,5 millions de téléspectateurs

### Épisode 8:Copine de régiment
- États-Unis : 2 décembre 2005 sur FOX
- France : 31 août 2006 sur M6

- États-Unis : 3,3 millions de téléspectateurs
- France : 2,4 millions de téléspectateurs

### Épisode 9:Il faut sauver l'élève Reese
- États-Unis : 13 décembre 2005 sur FOX
- France : 14 mars 2007 sur M6

- États-Unis : 3,8 millions de téléspectateurs
- France : 2,6 millions de téléspectateurs

- Kathryn Joosten (Claire)
- Vanessa Marano (Gina)

Christopher Masterson  est absent de l'épisode. Cet épisode est le dernier avec Monsieur Herkabe. 

### Épisode 10:L'argent ne fait pas le bonheur
Pour les articles homonymes, voir L'argent ne fait pas le bonheur.
- États-Unis : 6 janvier 2006 sur FOX
- France : 14 mars 2007 sur M6

- États-Unis : 3,1 millions de téléspectateurs
- France : 1,9 million de téléspectateurs

Alanna Masterson
Christopher Masterson est absent de l'épisode.

### Épisode 11:L'Épreuve de force
- États-Unis : 13 janvier 2006 sur FOX
- France : 15 mars 2007 sur M6

- États-Unis : 4,1 millions de téléspectateurs
- France : 2 millions de téléspectateurs

### Épisode 12:La Force de l'engagement
- États-Unis : 29 janvier 2006 sur FOX
- France : 15 mars 2007 sur M6

- États-Unis : 4,4 millions de téléspectateurs
- France : 2,2 millions de téléspectateurs

### Épisode 13:Mononucléose à deux
- États-Unis : 12 février 2006 sur FOX
- France : 16 mars 2007 sur M6

- États-Unis : 4,2 millions de téléspectateurs
- France : 2,3 millions de téléspectateurs

### Épisode 14:Hal déprime
- États-Unis : 19 février 2006 sur FOX
- France : 16 mars 2007 sur M6

- États-Unis : 4 millions de téléspectateurs
- France : 2,1 millions de téléspectateurs

Nous pouvons remarquer à la fin de cet épisode, l'apparition de l'acteur George Takei, un acteur ayant joué Hikaru Sulu dans la série Star Trek, jouant son propre rôle.
- Christopher Masterson est absent de l'épisode mais en tant qu'acteur : il a en effet réalisé l'épisode.

### Épisode 15:Tous coupables!
- États-Unis : 5 mars 2006 sur FOX
- France : 19 mars 2007 sur M6

- États-Unis : 3,8 millions de téléspectateurs
- France : 2,5 millions de téléspectateurs

### Épisode 16:La Justicière
- États-Unis : 19 mars 2006 sur FOX
- France : 19 mars 2007 sur M6

- États-Unis : 4,9 millions de téléspectateurs
- France : 2,6 millions de téléspectateurs

Emma Stone : Diane
Christopher Masterson est absent de l'épisode.

### Épisode 17:Une dent contre toi
- États-Unis : 26 mars 2006 sur FOX
- France : 20 mars 2007 sur M6

- États-Unis : 3,5 millions de téléspectateurs
- France : 1,7 million de téléspectateurs

Hal s'est cassé une dent en mangeant du pop-corn lors d'une partie de poker et Tray, un de ses partenaires, qui est dentiste, lui propose de la soigner. Hal pensait qu'en tant qu'ami, les soins seraient offerts, mais il reçoit une facture de deux mille dollars, ce qui engendre des disputes lors des parties suivantes. Reese essaie d'aider Loïs à surmonter sa peur des vélos et à apprendre à pédaler. Un matelas flambant neuf tombe par miracle devant Malcolm et Dewey, qui l'essaient et découvrent le bonheur de bien dormir.
- Commentaire : Christopher Masterson est absent de l'épisode.

### Épisode 18:L'Abri de mes rêves
- États-Unis : 2 avril 2006 sur FOX
- France : 20 mars 2007 sur M6

- États-Unis : 3,7 millions de téléspectateurs
- France : 2,1 millions de téléspectateurs

### Épisode 19:Un vendeur est né
- États-Unis : 9 avril 2006 sur FOX
- France : 21 mars 2007 sur M6

- États-Unis : 3,3 millions de téléspectateurs
- France : 1,8 million de téléspectateurs

### Épisode 20:Le Tribunal des animaux
- États-Unis : 16 avril 2006 sur FOX
- France : 21 mars 2007 sur M6

- États-Unis : 2,9 millions de téléspectateurs
- France : 2,5 millions de téléspectateurs

### Épisode 21:Le bal de la promo
- États-Unis : 23 avril 2006 sur FOX
- France : 22 mars 2007 sur M6

- États-Unis : 3 millions de téléspectateurs
- France : 2,4 millions de téléspectateurs

### Épisode 22:Malcolm président
- États-Unis : 14 mai 2006 sur FOX
- France : 22 mars 2007 sur M6

- États-Unis : 7,4 millions de téléspectateurs
- France : 4,9 millions de téléspectateurs

- L'épisode commence sur le gag habituel avant le générique du début, où l'on voit les garçons regarder Hal réparer la télévision et se prendre plusieurs décharges électriques.
- L'épisode se finit par la musique Better Day de Citizen King, la même musique qui clôt le premier épisode de la série.
- L'épisode fait plusieurs fois référence au fait que l'on ignore le nom de famille de Malcolm. Bien que Wilkerson soit évoqué dans le pilote de la saison 1, Francis a indiqué Nolastname (PasDeNomDeFamille) sur son badge d'employé et un problème sonore rendra inaudible le nom de famille de Malcolm quand celui-ci est appelé pour son discours. L'épisode se conclut donc sans que l'on connaisse véritablement le nom de la famille.